# Qui peut sauver le Far West ?
Pour plus de détails, voir Fiche technique et Distribution.
Qui peut sauver le Far West ? (Der Schuh des Manitu) est un film allemand réalisé par Michael Herbig en 2001. C'est une parodie de western, réalisée en portant au grand écran les sketches écrits par Michael Herbig pour l'émission télévisée Bullyparade.

## Synopsis
Abahachi est le chef des Apaches et a pour meilleur ami et frère de sang, le blanc Ranger.
Ils décident d'acheter ensemble un saloon à un dénommé Santa Maria et pour ce faire, empruntent de l'argent aux Indiens Shoshones.
Le problème est que la vente du saloon est en fait un piège de Santa Maria pour voler de l'argent aux acheteurs et au passage, tuer le fils du chef des Shoshones : Chaud Lapin.
Les Shoshones tiennent Abahachi et Ranger pour responsables du meurtre de Chaud Lapin et du vol de l'argent emprunté et les pourchassent. 
Abahachi révèle alors à son ami qu'il possède une carte au trésor leur permettant de rembourser leur dette. Malheureusement il a réparti les différents morceaux de la carte en différents endroits. Les deux compères se mettent donc en route à la recherche des morceaux de cartes suivis par Santa Maria et ses hommes.

## Fiche technique
- Titre original : Der Schuh des Manitu
- Titre français : Qui peut sauver le Far West ?
- Réalisation : Michael Herbig
- Scénario : Michael Herbig et Alfons Biedermann, Rick Kavanian, Murmel Clausen
- Musique du film : Ralf Wengenmayr
- Image : Eddie Schneidermeier, Stephan Schuh
- Montage : Alexander Dittner
- Sociétés de production : herbX Medienproduktion GmbH, Constantin Film Produktion, Seven Pictures et ProSieben
- Format :   Couleur - 2,35:1 - 35 mm -  Son Dolby Digital
- Pays d'origine :  Allemagne
- Langue : allemand
- Genre : Comédie - western
- Durée : 87 minutes
- Date de sortie : 19 juillet 2001 en Autriche

## Distribution
- Michael Herbig (VF : Mathieu Moreau) : Abahachi Winnetouch
- Christian Tramitz : Ranger
- Sky du Mont : Santa Maria
- Marie Bäumer : Uschi
- Hilmi Sözer : Hombre
- Rick Kavanian : Dimitri
- Tim Wilde : John
- Sigi Terpoorten : Jim